# 安田幾久男
安田 幾久男（やすだ きくお、1900年4月7日 - 1978年2月19日）は、日本の実業家。日本軽金属社長を務めた。

## 経歴
石川県金沢市出身。1924年に東京帝国大学工学部機械工学科を卒業し、同年に富士電機製造に入社。
1939年に日本軽金属に転じ、1946年5月に取締役に就任し、1953年には副社長に就任。1961年5月には社長に昇格した。1967年5月に会長を経て、1969年5月に相談役に就任。経済団体連合会理事、日本経営者団体連盟常任理事などを歴任。。
1957年に紺綬褒章を受章し、1958年に藍綬褒章を受章し、1970年4月に勲二等旭日重光章を受章した。。
1978年2月19日、心筋梗塞のために死去。77歳没。